# 有机锰化合物
有机锰化合物是含碳–锰键的一类金属有机化合物，它和其它的过渡金属有机化合物相比更加稳定，可以在室温应用。

## 合成
有机锰化合物最早于1937年由Gilman和Bailee报道，他们用苯基锂和碘化锰合成了苯基碘化锰（PhMnI）和二苯基锰（Ph2Mn）。
使用类似地反应，将卤化锰烷基化，可以得到有机卤化锰。无水碘化锰由于可以通过锰和碘在乙醚中原位反应得到而更受青睐。常见的烷基化试剂有有机锂和有机镁化合物：
RM + MnX
2→ 2RMnX + MX
2RM + MnX
2→ R
2Mn + 2MX
有机基锰酸盐也能被分离出来：
3RM + MnX
2→ R
3MnX + 2MX
4RM + MnX
2→ R
4MnX
2+ 2MX
有机锰化合物通常在四氢呋喃中合成，所形成的四氢呋喃配合物较为稳定。简单的二烃基锰会发生β-氫消除反應，分解为烷烃和烯烃的混合物。

### Mn2(CO)10衍生物
十羰基二锰（Mn2(CO)10）存在很多衍生物，它溴化或经锂还原可以得到BrMn(CO)5或LiMn(CO)5。它们的烃基、芳基和酰基衍生物可以通过下列反应制得：
BrMn(CO)5 + RLi → RMn(CO)5 + LiBr
LiMn(CO)5 + RC(O)Cl → RC(O)Mn(CO)5 + LiCl
RMn(CO)5 + CO → RC(O)Mn(CO)5

## 反应
由于Mn(II)-C碱的离子性较强，Mn(II)的金属有机化合物的性质和其它过渡金属存在差异。有机锰化合物的反应性与有机镁或有机锌化合物相似，Mn的电负性（1.55）介于Mg（1.31）和Zn（1.65）之间，这使得碳原子（EN = 2.55）具有亲核性。

## 高价化合物
+3或+4价的有机锰化合物是已知的，Mn(nor)4是最早（1972年）被发现的+4价锰的化合物。八面体的[MnIVMe6]−2配合物于1992年被报道，它可由MnMe4(PMe3)和甲基锂在TMED存在下反应制得。